# Leo IV. (Papst)

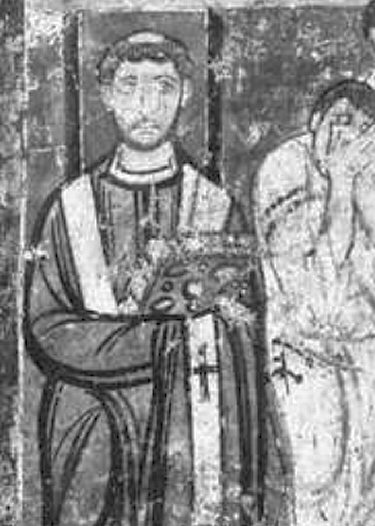
Leo IV. – Detail eines Freskos aus dem 9. Jahrh. in der Basilika San Clemente, Rom

Leo IV. (* um 790; † 17. Juli 855 in Rom) war vom 10. April 847 bis zu seinem Tode Papst.

## Leben

### Herkunft und kirchliche Laufbahn
Er war ein Sohn des römischen Bürgers Rodualdus. Vor seiner Wahl war er Subdiakon und Kardinalpriester von Santi Quattro Coronati.

### Pontifikat
Während seines Pontifikats musste er die Stadt Rom gegen Angriffe aus dem Morgenland verteidigen. 849 errangen die päpstlichen Truppen in der Seeschlacht von Ostia einen entscheidenden Sieg über die Sarazenen. Leo IV. befestigte die Tibermündungen und den westlich des Tibers gelegenen Bereich um St. Peter (Leoninische Mauer).
Leos Nachfolger soll einer sich bereits im Mittelalter verbreitenden Legende zufolge die Päpstin Johanna gewesen sein. Ihre Existenz ist indes historisch nicht belegt. Der in den kirchlichen Annalen geführte Nachfolger ist Benedikt III., dessen Existenz allerdings von Anhängern der Legende angezweifelt wird.
Leo IV. gehört zu den Heiligen der Katholischen Kirche; sein Patronatsfest wird am 17. Juli begangen.